# Laguna Tuyajto
Laguna Tuyajto är en saltsjö i Chile.   Den ligger i regionen Región de Antofagasta, i den nordöstra delen av landet, 1 100 km norr om huvudstaden Santiago de Chile. Arean är 2,7 kvadratkilometer.
Trakten runt Laguna Tuyajto är ofruktbar med lite eller ingen växtlighet. Trakten runt Laguna Tuyajto är nära nog obefolkad, med mindre än två invånare per kvadratkilometer.